# Puy-du-Lac
Puy-du-Lac est une commune du Sud-Ouest de la France située dans le département de la Charente-Maritime (région Nouvelle-Aquitaine). Ses habitants sont appelés les  Puy-Laquois  et les Puy-Laquoises.

## Géographie

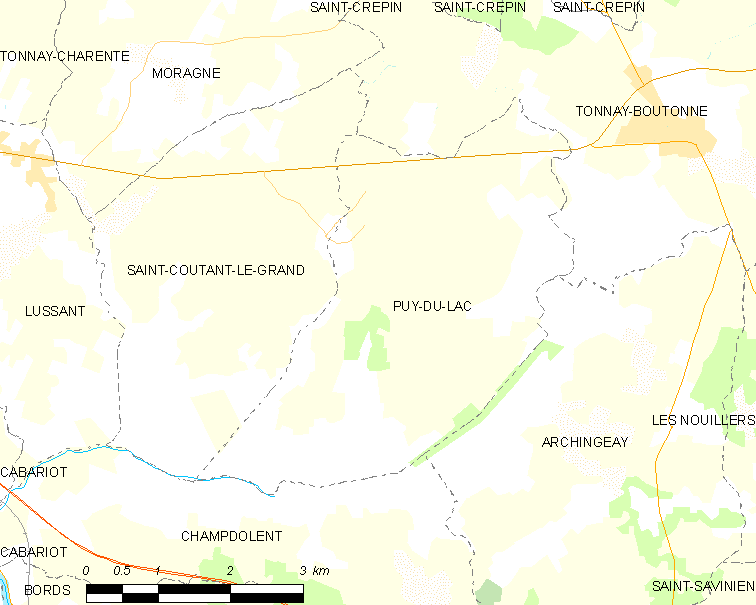
Carte symbolique de la commune.

Puy-du-Lac est une commune rurale dont le territoire municipal s’étend sur 14,62 km2, soit 1 462 hectares en rive droite de la Boutonne, principal affluent au Nord de la Charente. La Boutonne, autrefois navigable dans cette partie aval de son cours, sert de délimitation administrative, à l'Est et au Sud, avec les communes d'Archingeay et de Champdolent, toutes deux situées sur la rive gauche de cette rivière. Le Ruisseau de "l'Aubrée", un affluent, sépare Puy-du-Lac de la commune de Saint-Coutant-le-Grand à l'Ouest. Au Nord-Est, le territoire municipal de Puy-du-Lac s'arrête au bord du Marais de la Belle-Assise et du Marais de la Siraye, à la limite de la commune de Tonnay-Boutonne. La commune est irriguée par de nombreux petits cours d'eau, dont le Fossé de Dix Pieds, parallèles ou perpendiculaires à la Boutonne, et qui forment des marais le long de ses limites Ouest, Sud et Est, proches de l'altitude 0. Le centre et le Nord de la commune, qui s'élèvent pour atteindre l'altitude de + 28m, comportent essentiellement des parcelles agricoles dédiées aux cultures, séparées par des haies clairsemées. Au centre, près du hameau de la Vacherie se détachent dans le paysage le Bois Brandet et le Bois Rond.
Le Nord de la commune est traversé d'Ouest en Est par la route départementale (ancienne nationale) 739 entre Tonnay-Charente et Tonnay-Boutonne. La route départementale 215 parcourt l'Ouest du territoire municipal du Nord au Sud, desservant sur son parcours le bourg de Saint-Coutant-le-Grand et quittant la commune de Puy-du Lac au Sud, après le hameau de Cresson en franchissant la Boutonne au niveau de l'écluse de Bel Ébat, en direction de Bords.
La commune de Puy-du-Lac ne comporte pas de bourg à son nom et l'habitat de cette commune en milieu rural est réparti en différents hameaux, parmi lesquels on peut mentionner : la Ragoterie, où se trouve en bordure de la RD 739, le cimetière et l'Église Notre-Dame de l'Assomption au Nord de la commune ; et la Jarrie, au centre, qui abrite la mairie.
Cette commune, située dans la partie Ouest du canton de Saint-Jean-d'Angély, est devenue une commune résidentielle aux portes de l'aire urbaine de Rochefort.

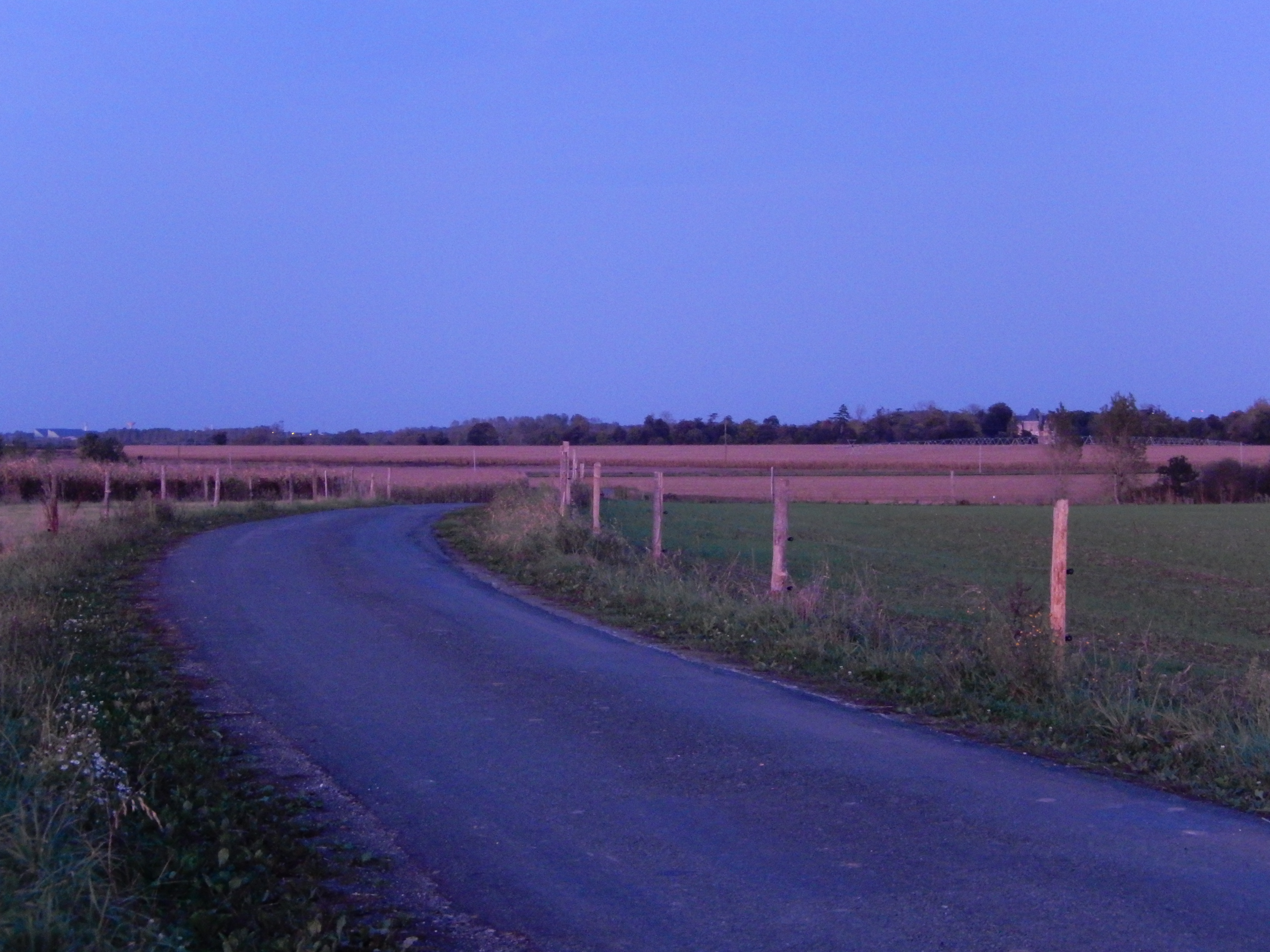
Une grande partie du territoire communal est faite de parcelles agricoles.

### Communes limitrophes
|                        | Tonnay-Boutonne |            |
| Saint-Coutant-le-Grand | Puy-du-Lac      | Archingeay |
|                        | Champdolent     |            |

## Urbanisme

### Typologie
Au 1er janvier 2024, Puy-du-Lac est catégorisée commune rurale à habitat dispersé, selon la nouvelle grille communale de densité à 7 niveaux définie par l'Insee en 2022.
Elle est située hors unité urbaine. Par ailleurs la commune fait partie de l'aire d'attraction de Rochefort, dont elle est une commune de la couronne,. Cette aire, qui regroupe 33 communes, est catégorisée dans les aires de 50 000 à moins de 200 000 habitants,.

### Occupation des sols
L'occupation des sols de la commune, telle qu'elle ressort de la base de données européenne d’occupation biophysique des sols Corine Land Cover (CLC), est marquée par l'importance des territoires agricoles (95,8 % en 2018), une proportion identique à celle de 1990 (95,8 %). La répartition détaillée en 2018 est la suivante : 
terres arables (62,1 %), prairies (27,5 %), zones agricoles hétérogènes (6,3 %), forêts (4,2 %). L'évolution de l’occupation des sols de la commune et de ses infrastructures peut être observée sur les différentes représentations cartographiques du territoire : la carte de Cassini (XVIIIe siècle), la carte d'état-major (1820-1866) et les cartes ou photos aériennes de l'IGN pour la période actuelle (1950 à aujourd'hui).

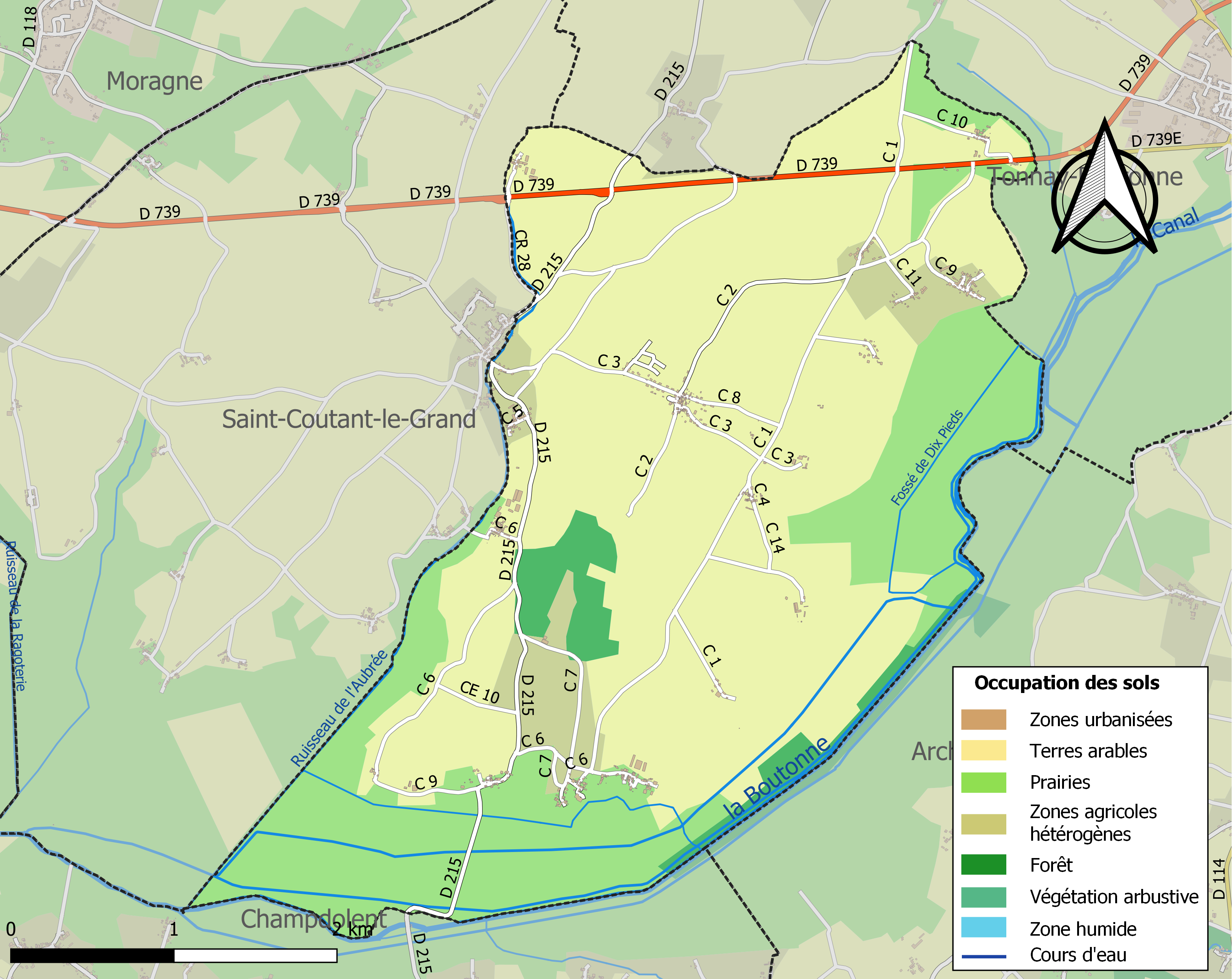
Carte des infrastructures et de l'occupation des sols de la commune en 2018 (CLC).

### Risques majeurs
Le territoire de la commune de Puy-du-Lac est vulnérable à différents aléas naturels : météorologiques (tempête, orage, neige, grand froid, canicule ou sécheresse), inondations, mouvements de terrains et séisme (sismicité modérée). Il est également exposé à un risque technologique,  le transport de matières dangereuses. Un site publié par le BRGM permet d'évaluer simplement et rapidement les risques d'un bien localisé soit par son adresse soit par le numéro de sa parcelle.

#### Risques naturels
Certaines parties du territoire communal sont susceptibles d’être affectées par le risque d’inondation par débordement de cours d'eau, notamment la Boutonne,  et par submersion marine. La commune a été reconnue en état de catastrophe naturelle au titre des dommages causés par les inondations et coulées de boue survenues en 1982, 1983, 1993, 1999, 2010 et 2013,.

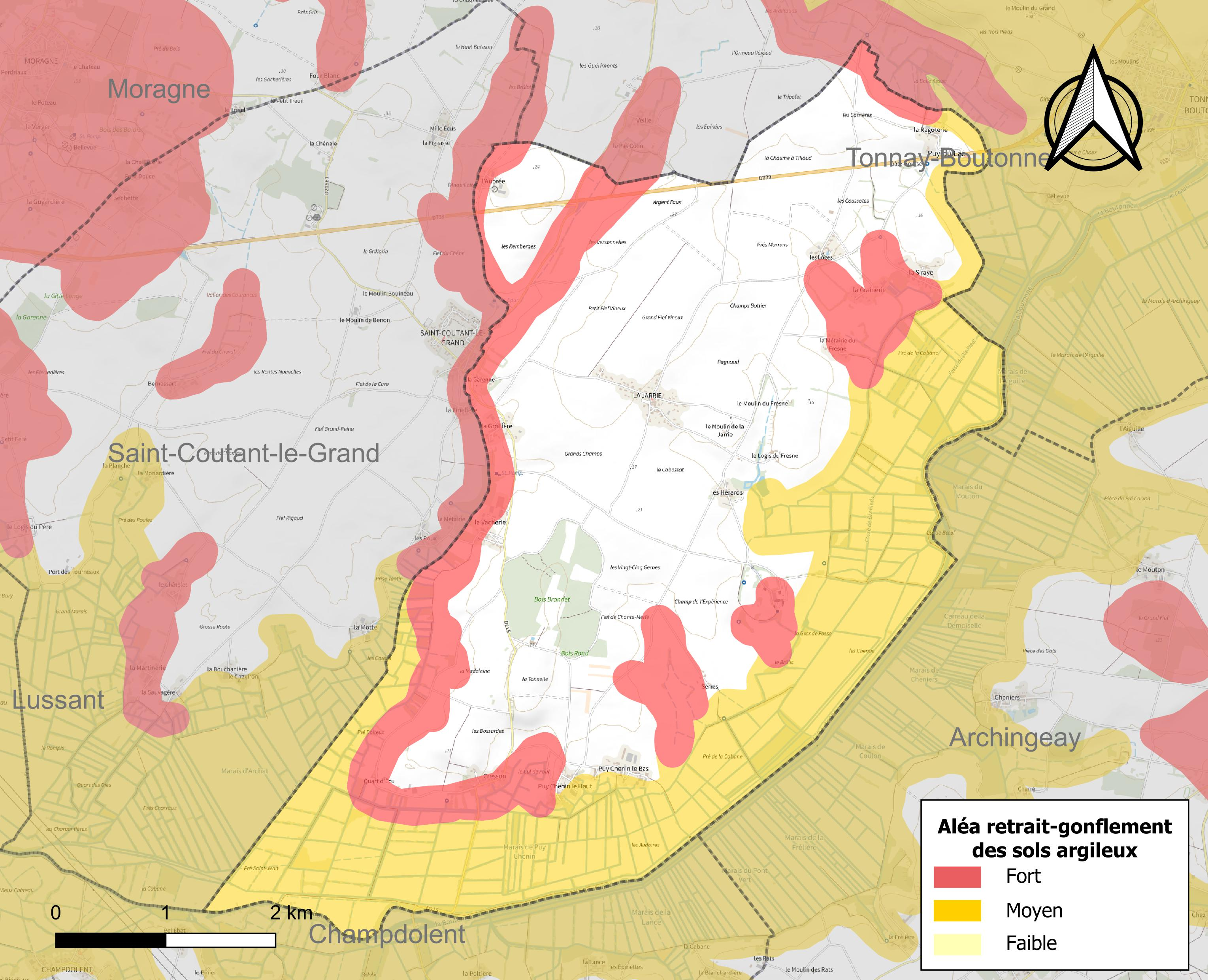
Carte des zones d'aléa retrait-gonflement des sols argileux de Puy-du-Lac.

Les mouvements de terrains susceptibles de se produire sur la commune sont des tassements différentiels.
Le retrait-gonflement des sols argileux est susceptible d'engendrer des dommages importants aux bâtiments en cas d’alternance de périodes de sécheresse et de pluie. 49,2 % de la superficie communale est en aléa moyen ou fort (54,2 % au niveau départemental et 48,5 % au niveau national). Sur les 225 bâtiments dénombrés sur la commune en 2019,  93 sont en aléa moyen ou fort, soit 41 %, à comparer aux 57 % au niveau départemental et 54 % au niveau national. Une cartographie de l'exposition du territoire national au retrait gonflement des sols argileux est disponible sur le site du BRGM,.
Par ailleurs, afin de mieux appréhender le risque d’affaissement de terrain, l'inventaire national des cavités souterraines permet de localiser celles situées sur la commune.
Concernant les mouvements de terrains, la commune a été reconnue en état de catastrophe naturelle au titre des dommages causés par des mouvements de terrain en 1983, 1999 et 2010.

#### Risques technologiques
Le risque de transport de matières dangereuses sur la commune est lié à sa traversée par une ou des infrastructures routières ou ferroviaires importantes ou la présence d'une canalisation de transport d'hydrocarbures. Un accident se produisant sur de telles infrastructures est susceptible d’avoir des effets graves sur les biens, les personnes ou l'environnement, selon la nature du matériau transporté. Des dispositions d’urbanisme peuvent être préconisées en conséquence.

## Toponymie
De l'ancien français (oïl) puy « lieu élevé, colline au sommet plus ou moins arrondi »,, mot issu du gallo-roman PODIU, latin podium.
Le déterminant du-Lac fait référence à une particularité topographique,. Il n'y a pas de lac à Puy-du-Lac, cependant l'ancien français lai (refait en lac) et occitan lac pouvait avoir le sens de « fosse » (du latin lacus « cuve, réservoir »).

## Histoire
C'est dans la période du Second Empire que cette commune a été retranchée du canton de Tonnay-Charente pour faire partie à partir de 1859 du canton de Tonnay-Boutonne et, de fait, de l'arrondissement de Saint-Jean-d'Angély.

## Administration

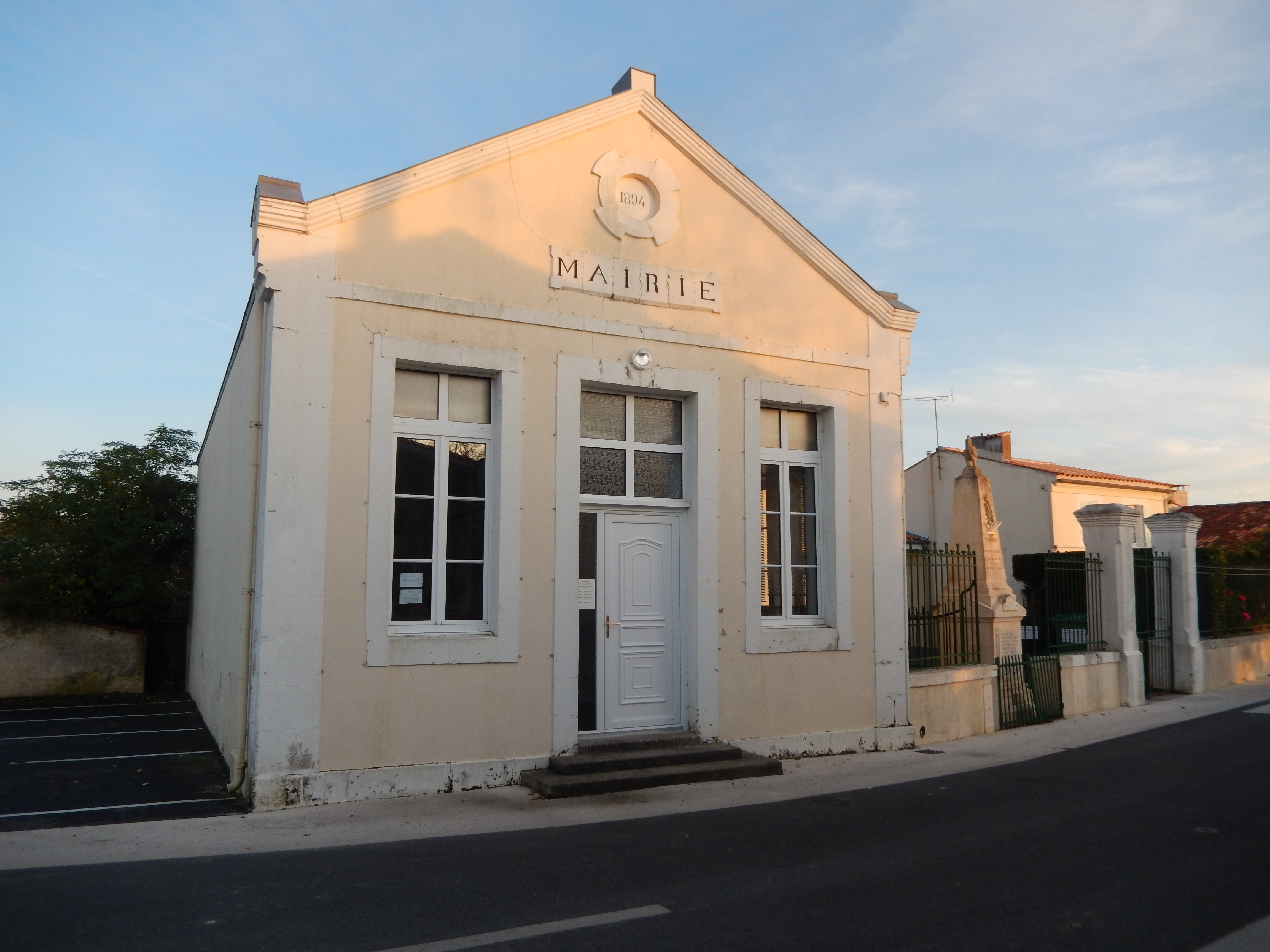
La petite Mairie au lieu-dit La Jarrie.

### Liste des maires
| Période                                  | Période  | Identité           | Étiquette | Qualité     |
| ---------------------------------------- | -------- | ------------------ | --------- | ----------- |
| Les données manquantes sont à compléter. |          |                    |           |             |
|                                          |          |                    |           |             |
| 1989                                     | mai 2020 | Claude Pilet       | SE        | Agriculteur |
| mai 2020                                 | En cours | Valérie Floch-Ruju |           |             |

## Démographie

### Évolution démographique
L'évolution du nombre d'habitants est connue à travers les recensements de la population effectués dans la commune depuis 1793. Pour les communes de moins de 10 000 habitants, une enquête de recensement portant sur toute la population est réalisée tous les cinq ans, les populations de référence des années intermédiaires étant quant à elles estimées par interpolation ou extrapolation. Pour la commune, le premier recensement exhaustif entrant dans le cadre du nouveau dispositif a été réalisé en 2004.

En 2022, la commune comptait 521 habitants, en évolution de +9 % par rapport à 2016 (Charente-Maritime : +4,04 %, France hors Mayotte : +2,11 %).
| 1793 | 1800 | 1806 | 1821 | 1831 | 1836 | 1841 | 1846 | 1851 |
| ---- | ---- | ---- | ---- | ---- | ---- | ---- | ---- | ---- |
| 426  | 199  | 386  | 482  | 574  | 603  | 609  | 627  | 611  |

| 1856 | 1861 | 1866 | 1872 | 1876 | 1881 | 1886 | 1891 | 1896 |
| ---- | ---- | ---- | ---- | ---- | ---- | ---- | ---- | ---- |
| 600  | 594  | 650  | 649  | 716  | 730  | 630  | 585  | 537  |

| 1901 | 1906 | 1911 | 1921 | 1926 | 1931 | 1936 | 1946 | 1954 |
| ---- | ---- | ---- | ---- | ---- | ---- | ---- | ---- | ---- |
| 503  | 477  | 422  | 378  | 409  | 395  | 341  | 339  | 308  |

| 1962 | 1968 | 1975 | 1982 | 1990 | 1999 | 2004 | 2006 | 2009 |
| ---- | ---- | ---- | ---- | ---- | ---- | ---- | ---- | ---- |
| 298  | 272  | 209  | 206  | 248  | 280  | 328  | 345  | 397  |

| 2014 | 2019 | 2022 | - | - | - | - | - | - |
| ---- | ---- | ---- | - | - | - | - | - | - |
| 470  | 512  | 521  | - | - | - | - | - | - |

Bénéficiant de la proximité de l'agglomération de Rochefort, la  commune de Puy-du-Lac est devenue une commune résidentielle de la deuxième couronne péri-urbaine d'où sa croissance démographique remarquable depuis le recensement de 1990.

## Culture locale et patrimoine

### Lieux et monuments
- L'église Notre-Dame-de-l'Assomption, qui date de la fin des XIIe et XIXe siècles.
- Le château de la Grève (propriété privée).
- Le moulin de la Jarrie.

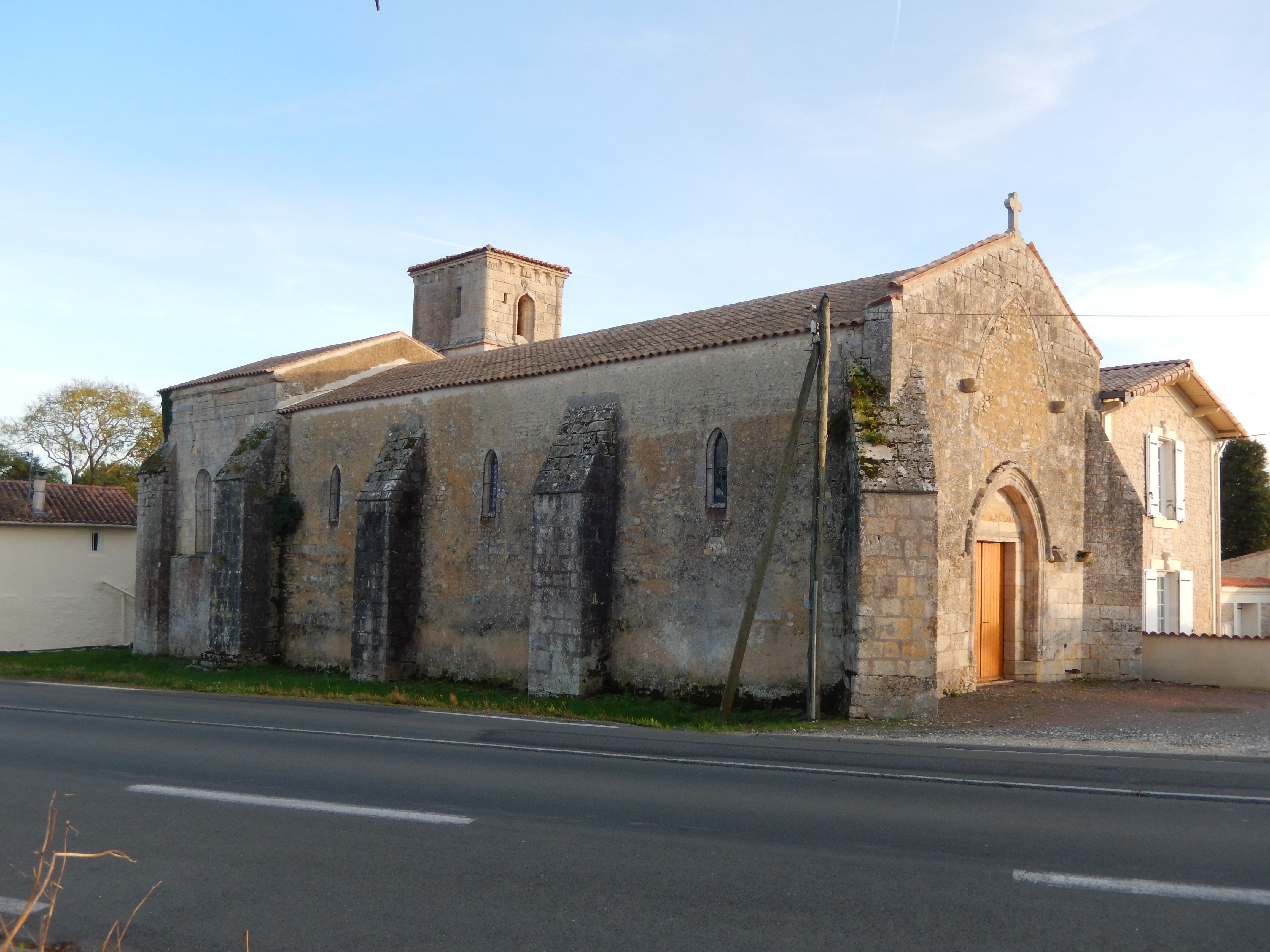
L'église Notre-Dame-de-l'Assomption.
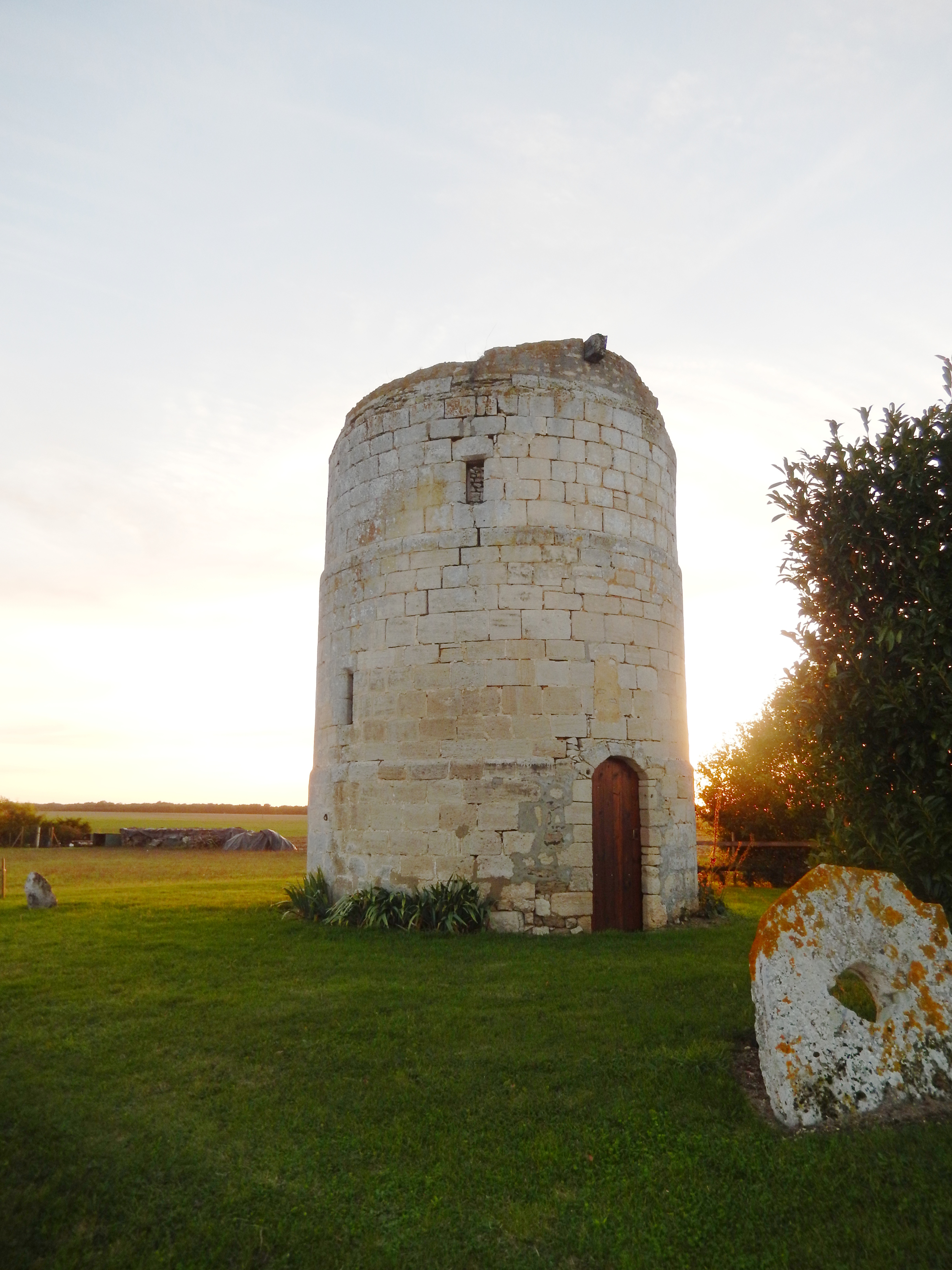
Le moulin de la Jarrie, ayant perdu ses ailes.
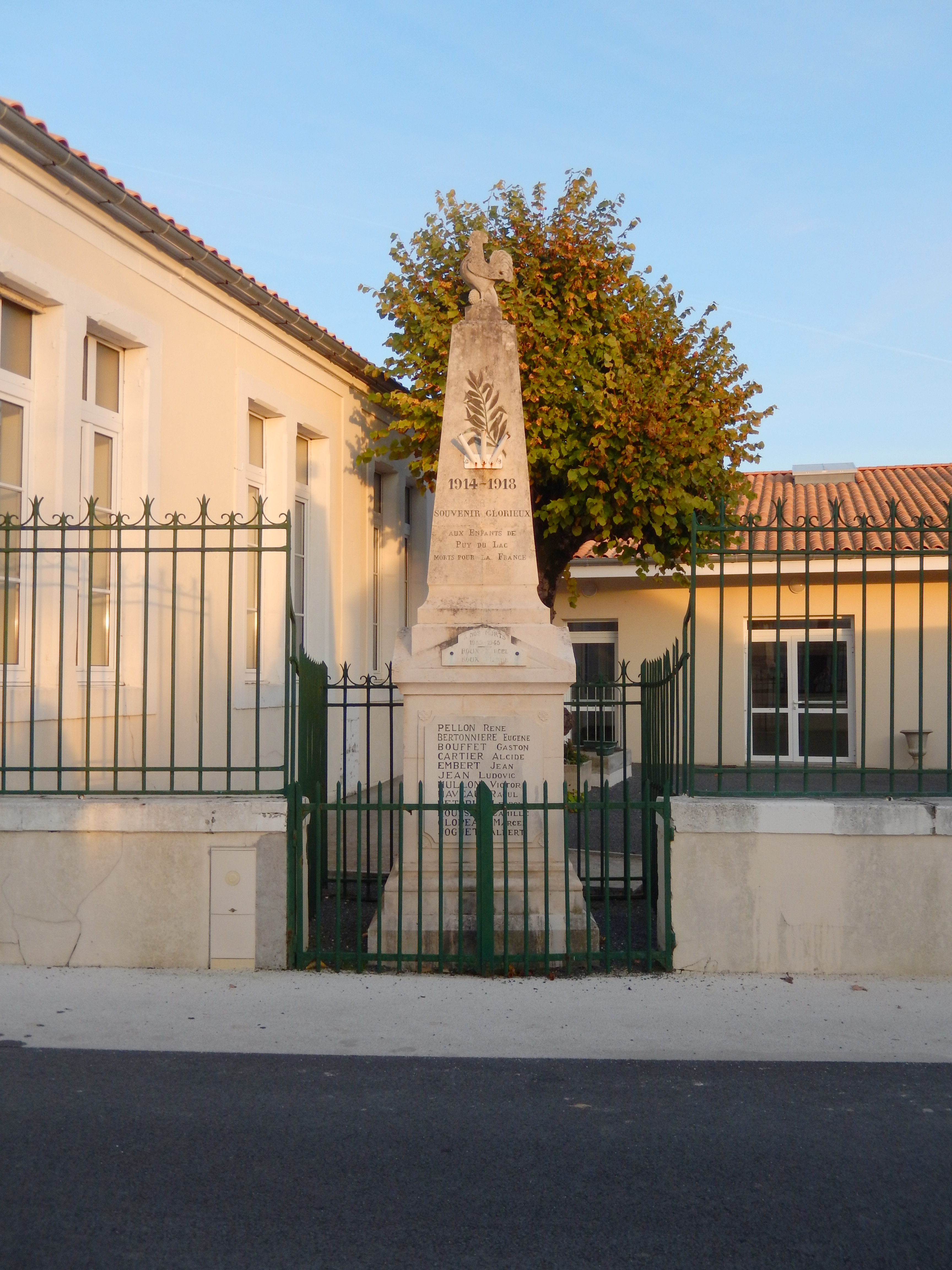
Le monument aux morts des deux guerres.

### Évènements culturels
Tous les ans à la fin du mois d'août, un spectacle racontant l'histoire de Puy-du-Lac est donné dans le hameau du Quart d'Écu. Ce spectacle, auquel participent des bénévoles de la commune, est intégré dans la programmation festivalière départementale Sites en Scène.